# Podivín
Podivín (deutsch Kostel, auch Podiwin) ist eine Stadt in Tschechien. Sie liegt acht Kilometer nördlich von Břeclav und gehört zum Okres Břeclav.

## Geographie
Podivín befindet sich linksseitig der Trkmanka oberhalb deren Einmündung in die Thaya. Südlich liegt die romantische Ruine der Hansenburg und im Südwesten das Minarett von Lednice. An der östlichen Peripherie führen parallel die Trassen der Bahnstrecke Brno – Břeclav, der Landstraße 425 und der Autobahn D 2/E 65 vorbei. Podivín besitzt eine Bahnstation und Autobahnabfahrt.
Nachbarorte sind Trkmanice im Norden, Velké Bílovice im Nordosten, Moravský Žižkov im Osten, Ladná im Südosten, Lednice und Nejdek im Südwesten, Bulhary im Westen sowie Přítluky und Rakvice im Nordwesten.

## Geschichte
Archäologische Funde belegen eine Besiedlung seit der Steinzeit. Für die Jahre 1062 und 1121 finden sich mehrere Erwähnungen einer Burg Castrum Poduin in der Chronica Boemorum. Nach Cosmas von Prag war der Erbauer der Burg ein reicher Jude namens Podiva. Zur gleichen Zeit bestanden noch ein herrschaftlicher Hof (curtus) und die befestigte Ansiedlung Sekyrcostel, die heute in der Stadt aufgegangen sind. Historische und numismatische Quellen legen nahe, dass der Ort ein bedeutender Fernhandelsstützpunkt auf der Transitstraße nach Ungarn war. Zudem befand sich hier eine Münzprägestätte und eine der frühen Kirchen Mährens. Um den Besitz und die Einkünfte aus Fernhandel und Münze führten ab 1062 das Prager und das Olmützer Bistum einen jahrzehntelangen Streit. 1144 ließ sich der Olmützer Bischof Heinrich Zdik das Münzprägerecht in Poduin von Konrad III. erteilen, 1178 erhielt das Kollegiatstift in Vyšehrad das Recht auf die außergewöhnlich hohe jährliche Zahlung von 4.000 denarii aus dem Zoll. Erst 1221 wurde der Streit endgültig zugunsten des Prager Bistums entschieden.
Für das Jahr 1222 wird eine Erhebung zur Stadt erwähnt, andere Quellen geben dagegen die Zeit zwischen 1228 und 1248 an. In einer Urkunde Wenzels II. von 1297 wurde Podivín bzw. Kostel als Stadt bezeichnet; seit dieser Zeit ist ein Stadtsiegel überliefert. Die Besitzer wechselten bis ins 16. Jahrhundert vielfach. 1422 belehnte der römisch-deutsche König Sigismund die Grafen von Liechtenstein mit Podivín. In den Jahren 1422 bis 1434 war die Stadt jedoch in den Händen der Hussiten. Um 1500 erlosch die Burg. 1533 gründeten Böhmische Brüder eine Gemeinde, fünf Jahre danach bildete sich auch eine Gemeinde der Hutterer.
Nachdem Johann von Žerotín 1559 Besitzer von Podiwin geworden war, wurde Podiwin Teil der Herrschaft Lundenburg. Im Jahre 1605 drangen Truppen aus Siebenbürgen unter dem Fürsten Bocskaj in Mähren ein und plünderten mehrmals Kostel. 1618 lebten in Podiwin / Kostel 140 Juden, 1690 waren es 70. Nach der Schlacht am Weißen Berg, am Anfang des Dreißigjährigen Krieges verlor Ladislav Velen von Zerotein seinen Besitz. Die Herrschaft Lundenburg erhielten die Liechtensteiner. Während des Dreißigjährigen Krieges wurde der Ort 1619 und 1621 mehrmals geplündert.
Nach der Aufhebung der Patrimonialherrschaften bildete Podivín ab 1850 eine Gemeinde im Bezirk Hodonín. Zu dieser Zeit lebten in der Stadt 2195 Menschen. Ab 1880 bildete das Judendorf eine eigene Gemeinde. Im Jahre 1900 hatte Podiwin 2750 Einwohner, zeitgleich lebten in Judendorf (Židovská Obec) 506 Juden. 1919 erfolgte die Eingemeindung des Judendorfes. Neben der jüdischen lebte bis 1945 in Kostel auch eine deutsche Minderheit. Beide Bevölkerungsgruppen bildeten jeweils ein Zehntel der Einwohnerschaft. Während der deutschen Besatzung wurde die jüdische Gemeinde vernichtet. Nach dem Zweiten Weltkrieg kam Podivín zum Okres Břeclav.

## Stadtgliederung
Für die Stadt Podivín sind keine Ortsteile ausgewiesen.

## Sehenswürdigkeiten

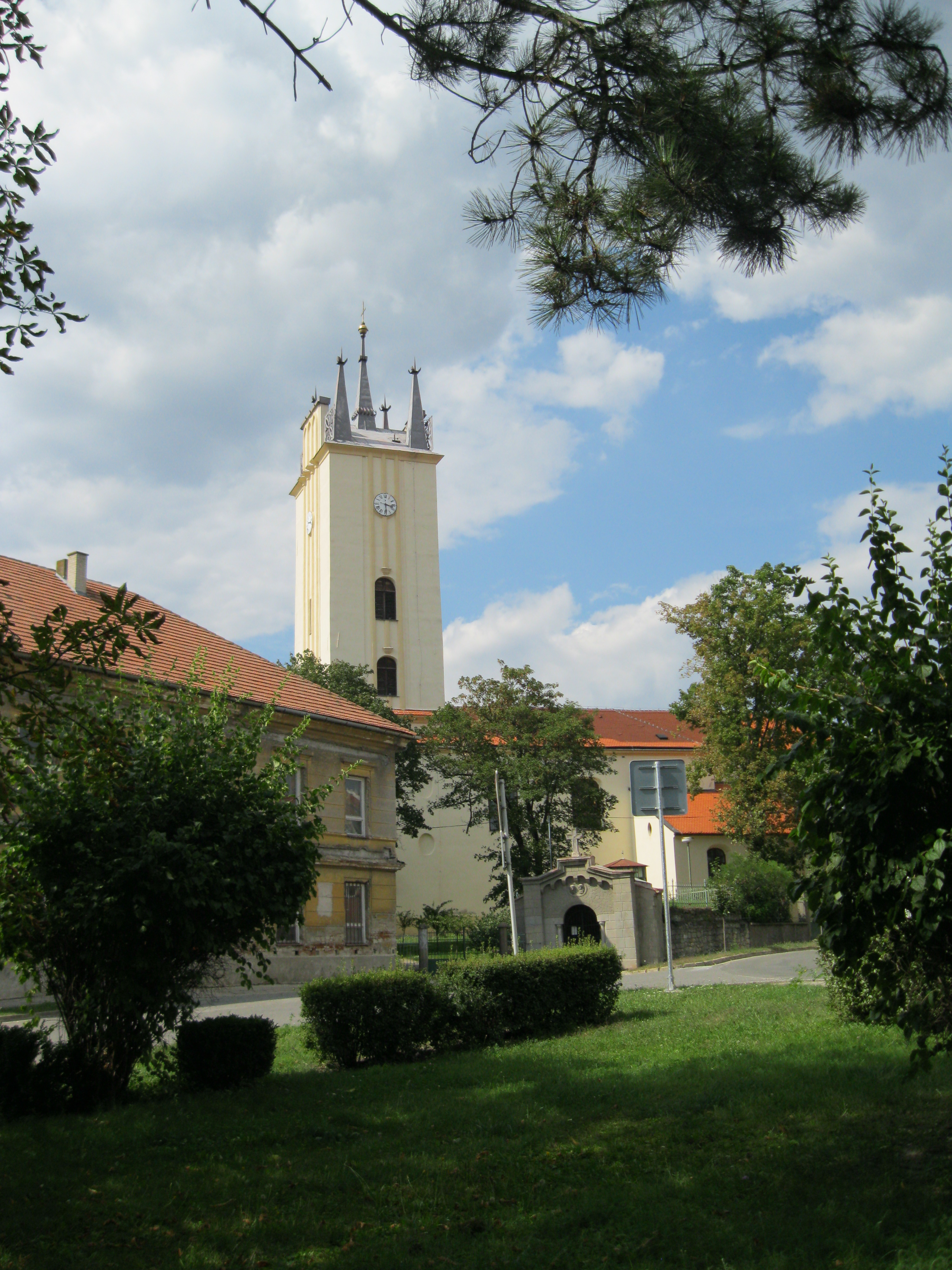
Kirche Podivín

- Kirche St. Peter und Paul, die seit 1222 nachweisbare Pfarrkirche befindet sich an der höchstgelegenen Stelle der Stadt. Ihre heutige Gestalt erhielt sie beim Umbau von 1791 bis 1794.
- unterirdische Kapelle Cyrilka, die 1858 dem Hl. Kyrill und Method geweihte Kapelle entstand an einer Quelle, an der die beiden Apostel religiöse Handlungen abgehalten haben sollen
- Jüdischer Friedhof mit ca. 1000 Grabsteinen (siehe auch ehemalige Synagoge)
- Janův Hrad (Hansenburg)
- Minarett von Lednice